# Анн-Марі Сегерс
Анн-Марі Сегерс (фр. Anne-Marie Seghers; 15 вересня 1911 — 17 січня 2012) — колишня французька тенісистка.
Найвищим досягненням на турнірах Великого шолома були чвертьфінали в одиночному розряді.

## Tournoi de Франція finals

### Одиночний розряд (1 поразка)
| Результат | Рік  | Турнір                | Суперниця     | Рахунок  |
| --------- | ---- | --------------------- | ------------- | -------- |
| Поразка   | 1941 | Турнірівоі de Франція | Alice Weiwers | 3–6, 0–6 |